# George Steiner
Francis George Steiner (23. dubna 1929, Paříž, Francie – 3. února 2020, Cambridge, Spojené království) byl francouzsko-americký literární teoretik a spisovatel židovského původu.
Velkými tématy jeho esejů jsou jazyk a jeho proměny pod tlakem modernity (zejm. Po Bábelu. Otázky jazyka a překladu; 1975), identita Evropy či holokaust. Píše i beletrii (zejm. The Portage to San Cristobal of A.H., 1981).

## Život
Narodil se v Paříži, v židovské rodině, která přišla z Čech.
V roce 1940 jeho rodina odešla před hrozbou nacismu do Spojených států, roku 1944 se George stal americkým občanem. Bakalářský titul získal na Chicagské univerzitě (1948), magisterský na Harvardu (1950) a doktorát na Oxfordu (1955). V letech 1952–56 byl členem redakční rady časopisu The Economist. Poté učil na Institute for Advanced Study na Princetonské univerzitě, na Churchill College v Cambridge, na Ženevské univerzitě a na Harvardu. Roku 1959 vydal svou první knihu Tolstoj nebo Dostojevskij. Roku 2001 získal Cenu kněžny asturské.